# Paul Sallmann
Paul Sallmann (ur. 16 sierpnia 1882 w Tułowicach, zm. 27 stycznia 1944 w Poczdamie) – niemiecki architekt zieleni i ogrodnik.

## Życiorys
Pochodził ze starej śląskiej rodziny zajmującej się ogrodnictwem. Był jedynym potomkiem płci męskiej wśród ośmiorga dzieci Maximiliana i Anny Riemann. Jego dziadek Curt Alexander (1812–1880) był założycielem zespołu parkowo-ogrodowego grafów Frankenberg w Tułowicach, ojciec rozwinął to założenie.
Ukończył Królewską Szkołę Sadowniczo-Ogrodową w Prószkowie pod Opolem. W 1905 r. podjął pracę w Dyrekcji Ogrodów Miejskich (Stadtgartendirektion) we Wrocławiu, najpierw jako technik, następnie jako kierownik działu.
W lipcu 1913 r. w drodze konkursu objął funkcję szefa miejskiej administracji ogrodniczej w Katowicach. W roku 1914 został zmobilizowany i skierowany na front wschodni I Wojny Światowej. Ranny, przeszedł leczenie w Katowicach i wrócił na front, tym razem francuski, gdzie ponownie był ranny i dostał się do niewoli. Podczas pobytu na frontach publikował relacje z miejsc, w których był, dotyczące spraw ogrodów i zieleni, między innymi w czasopiśmie Die Gartenkunst.
Po powrocie z niewoli w listopadzie 1920 r. ponownie został zatrudniony przez niemiecką administrację Katowic na stanowisku nadzorcy miejskich ogrodów i zieleni. Po przyznaniu Katowic Polsce w roku 1922 utrzymał stanowisko nadzorcy Zarządu Ogrodów Miejskich, zachowując niemieckie obywatelstwo. W latach dwudziestych we współpracy z prezydentem Alfonsem Górnikiem i radcą budowlanym Lucjanem Sikorskim, opracował plan kompleksowego podejścia do zieleni miejskiej. Dla zapoznania się z trendami światowymi odbył między innymi sześciotygodniową podróż studialną do Paryża. Wniósł znaczny wkład w rozwój Parku Południowego (od 1925 Park im. Tadeusza Kościuszki) oraz stworzenie zwierzyńca w Katowicach. Publikował artykuły i studia na temat zieleni w czasopismach niemieckich i polskich. Był członkiem doradcą Związku Amatorów Ogródków Działkowych i Hodowców Drobiu. W 1928 r. jako doradca magistratu Bielska pomagał projektować tamtejsze zieleńce.
1 stycznia 1932 został przeniesiony w stan spoczynku. Powodem była jego niechęć do używania w pracy języka polskiego i ówczesna polityka polonizacyjna polskich władz. Sanacyjna „Polska Zachodnia” zarzucała mu wręcz forsowanie niemczyzny wśród urzędników i robotników jego wydziału. W latach 1932–1938 pracował w Katowicach, jako prywatny architekt zieleni. W 1935 r. związał się z ruchem nazistowskim. Pełnił wysokie funkcje w zagranicznej organizacji NSDAP na terenie polskiego Śląska.
W 1938 r. otrzymał posadę dyrektora ogrodów i cmentarzy w Magdeburgu. Był tam przewodniczącym grupy krajowej Niemieckiego Związku Sztuki Ogrodniczej w Saksonii-Anhalt. Zmarł w wyniku komplikacji po operacji.
Jego syn Johannes Joachim Sallmann (1912–1996) kontynuował w czwartym pokoleniu tradycję rodzinną. Po ukończeniu gimnazjum w Katowicach i trzyletniej praktyce, studiował w latach 1932–1936 w Wyższej Szkole Rolniczej i Technicznej w Berlinie projektowanie ogrodów i zarządzanie krajobrazem. Od 1936 r. pracował we Frankfurcie nad Menem, jako dyrektor ds. Ogrodnictwa. W latach 1959–1981 był wykładowcą na Wydziale Architektury Politechniki w Darmstadt. Był członkiem Niemieckiej Akademii Urbanistyki i Planowania Regionalnego oraz Prezydium Niemieckiego Towarzystwa Ogrodniczego.